# 라칼레라 (콜롬비아)

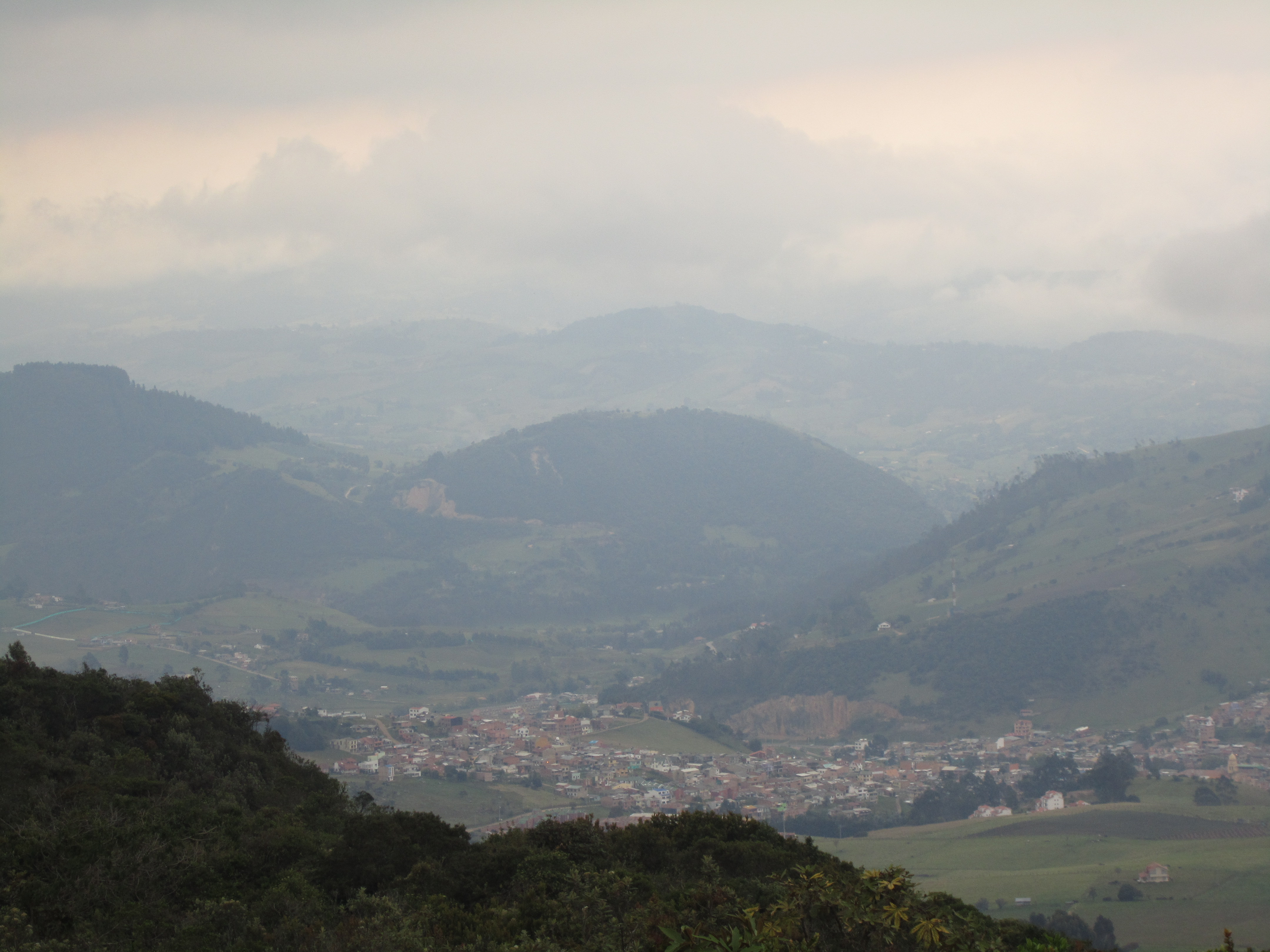
라칼레라

라칼레라의 위치

라칼레라(스페인어: La Calera)는 콜롬비아 쿤디나마르카주의 도시로 면적은 485km2, 높이는 2,746m, 인구는 23,308명(2005년 기준)이다. 수도 보고타에서 9km 정도 떨어진 곳에 위치한다.